# Kresnica
Kresnica – wieś w Słowenii, w gminie Šentilj. W 2018 roku liczyła 135 mieszkańców.